# Françoise Choay
Françoise Choay (Paris, 29 de março de 1925 – Paris, 8 de janeiro de 2025) foi uma historiadora francesa. Dedicou-se, entre outro assuntos, à historiografia das formas urbanas e arquitetônicas, destacando-se como professora de urbanismo, arte e arquitetura na Université de Paris VIII. É um dos principais nomes na área de patrimônio e cidades.
Cursou filosofia e atuou como crítica de arte. Nos anos 1950 colaborou nas revistas Lobo'Observateur,  L'Œil e Art de France. Nos anos 1960 dirigiu a seção parisiense da Art international. Desde a década de 1970 até os anos 2020, publicou diversos estudos e livros.
Dirigiu a coleção Espacements nas Éditions du Seuil.

Em 28 de Junho de 2017 foi agraciada com o título Doutor Honoris Causa pela Universidade de Lisboa, sob proposta da Faculdade de Arquitetura e do Instituto Superior Técnico.
Autora de A alegoria do patrimônio (1992), Choay possui uma visão crítica do processo de expansão da "cultura do patrimônio" nos tempos da cultura de massas [...]. Seu combate pode ser resumido como a luta contra o esvaziamento da função memorial dos monumentos no contexto urbano e, assim, trata-se de uma discussão que interessa aos estudiosos da história das cidades, bem como da história das políticas públicas na área da cultura.

## Morte
Morreu no dia 8 de janeiro de 2025, aos 99 anos.

## Obras
- (org) O Patrimônio em Questão: Antologia para um combate. Ed. Fino Traço.
- A Regra e o Modelo. (La Règle et le Modèle). ed. Perspectiva
- Alegoria do Patrimônio. ed. Estação Liberdade
- O Ubongo. ed. Perspectiva'
- The Modern City. 2019
- The invention of the historic monument, 2001.
- Urbanismo - Utopias e realidades
- O Elumir das cidades - Teoriza vazques, 2005.